# 正嘉地震
正嘉地震（しょうかじしん）は、ユリウス暦1257年10月9日頃、日本の関東地方南部で発生したと考えられている地震。震源地は相模湾とみられ、規模はM7.0〜7.5と推定されている。この地震は、相模トラフ巨大地震の可能性が考えられ、その検討候補とされている。

## 概要
この地震は、鎌倉時代中期、正嘉元年8月23日に関東地方南部で発生し、大きな被害をもたらした。鎌倉に幕府が開かれて以降、鎌倉で地震が多発し、多くの被害があったことが、鎌倉幕府の史書『吾妻鏡』に記されている。その中でも、この地震を含め、仁治2年（1241年）と正応6年（1293年）の地震などは特に大きかった。それらの地震の被害について記された文献も見つかっているが、鎌倉以外の他の地域および全体的な被害は詳しく分かっていない。
地震調査委員会(2014)は、歴史地震学的な検討を充分に行わず1293年の鎌倉大地震をM8級の相模トラフ沿いのプレート間地震と認定したが、本地震もセットで再検討したうえで結論を出す必要があるとされる。

## 被害
鎌倉では神社や仏閣の被害が激しく、山崩れや家屋の転倒が多く発生し、一部の地点では地割れや水の噴出が発生し、液状化現象も起きた。中下馬橋付近では、青い炎が出たという。また、余震も多く発生した。
『吾妻鏡』には、大地震の様子が次のように記されている。
これを現代語に訳すと次のようになる。
この地震による惨状は、「立正安国論」を著される契機にもなった。
山奈宗真著の明治三陸津波報告書である『岩手県沿岸大海嘯取調書』の陸中国南九戸郡宇部村の項目に、本地震と同日に「野田海ト久慈ノ海ト津浪越ヘタリト云」と現野田村および久慈市など東北地方の太平洋沿岸にも津波が襲来したという伝承が記されている。『日本被害地震総覧』はこの津波を疑わしいとするが、『吾妻鏡』とは独立の伝承かも知れず、この津波を無視しなければ房総沖の地震の可能性もあるかも知れないとされる。